# Glis glis
El lirón gris, es una especie de roedor esciuromorfo de la familia Gliridae común en Europa. Es la única especie europea del género Glis, siendo la otra, antes considerada idéntica, el lirón persa, originario de Asia Central.

## Características

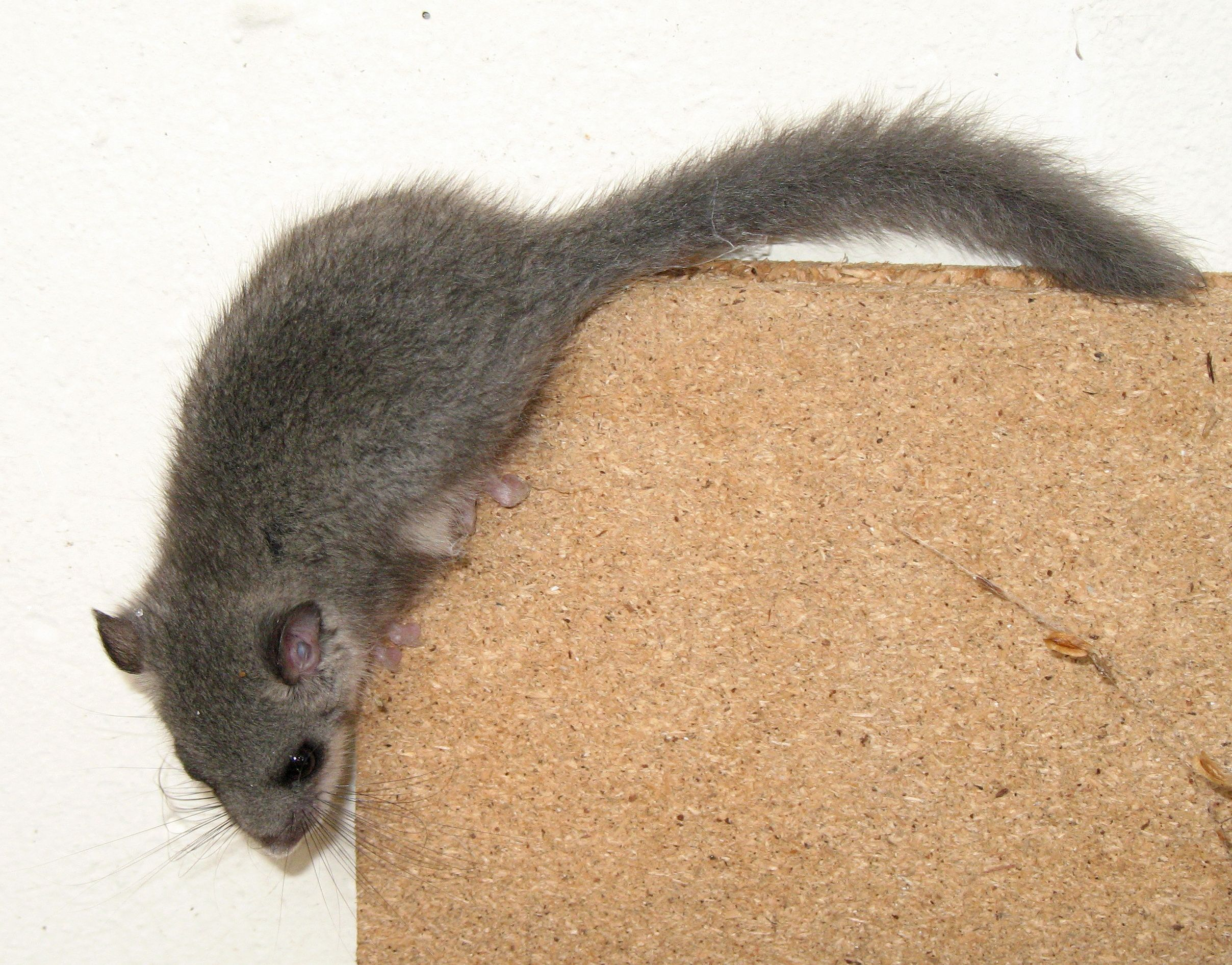

Es un pequeño roedor, de mayor tamaño que el ratón y el topo, con una longitud corporal de 13 a 20 cm, y una larga cola de 11 a 17 cm. Posee un suave pelaje de color gris plateado para el dorso y cola, tornando a un gris oscuro, casi negro, tan sólo una fina franja en torno a los ojos y de color blanco a lo largo de la zona ventral. En su cara resaltan sus ojos (negros, redondos, grandes y saltones), su nariz (de un tono rosado) en medio de un pequeño hocico poblado de largos bigotes, y unas grandes orejas que destacan a simple vista. La cola es casi tan larga como el resto del cuerpo, tupida, toda ella poblada de abundante pelo, formando una capa uniforme. Las hembras tienen doce mamas, o lo que es lo mismo, seis pares de mamas, presentando dos pectorales, dos abdominales y dos inguinales. Las orejas miden alrededor de 25 y 32 mm, mientras que los ojos están entre 15'7 y 21 mm. El peso oscila entre los 75 y 220 g. La fórmula dentaria del lirón, es 1.0.1.3/1.0.1.3. y el número de cromosomas es (2n) = 62.

## Hábitat

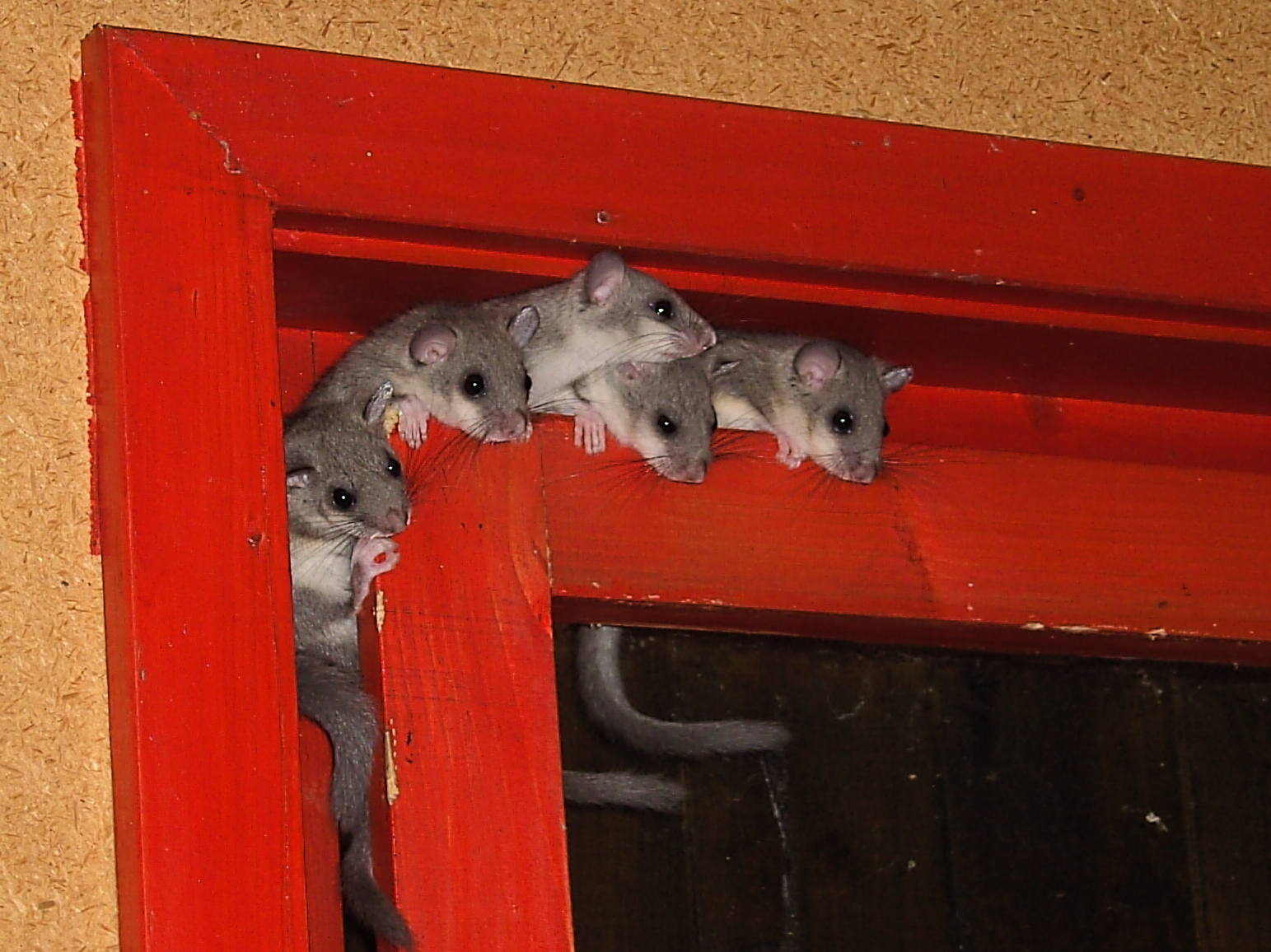
Animales jóvenes

Es arborícola; habita en bosques caducifolios, pero también en jardines, huertas y frutales, donde pueden encontrar abuntante alimento. Se encuentran muy cómodos en bosques de roble (Quercus robur), haya (Fagus sylvatica), castaño (Castanea) o avellano (Corylus), o en zonas pedregosas del bosque, donde las rocas hacen las veces de refugio. En cuanto al rango altitudinal se encuentra situado entre los 50 y 2000 m s. n. m. , pero p raras veces vive a una altitud superior de los 1000 m s. n. m.

## Distribución
El lirón gris es una especie que se encuentra en casi toda Europa continental, desde el norte de la península ibérica hasta el norte de la antigua Persia (Irán). También está presente en las islas de Cerdeña, Córcega, Sicilia, Creta y Corfú.  A principios del siglo XX, se introdujo en Gran Bretaña, con éxito moderado. En España se halla la subespecie lirón gris pirenaico (Glis glis pyrenaicus), que ocupa la cordillera Cantábrica, los Pirineos y el sistema Ibérico.

## Dieta
El régimen alimenticio es preferentemente vegetariano; prefiere las semillas y los frutos secos, por ejemplo bellotas, castañas, nueces y avellanas, las cuales son alimentos muy energéticos. Además, cuando llega la época, ingieren frutas y bayas, como manzanas, ciruelas, moras, zarzamora, arándanos, fresas, higos y peras. Como complemento habitual de su dieta, devoran flores, hongos y setas, brotes, o incluso las partes más verdes de algunas plantas. También se alimenta ocasionalmente de pequeños vertebrados, artrópodos u ocasionalmente jóvenes aves a las que encuentra en el nido. En otoño, los lirones engordan muchísimo y almacenan poco alimento, constituyendo así buenas reservas energéticas para enfrentarse con el largo período de hibernación.

## Cultura
En la antigua Roma el lirón era consumido como alimento por la clase alta, que lo consideraban una exquisitez. Un recipiente especial, el glirarium, servía para criarlos y engordarlos. Todavía es consumido en Eslovenia, reputado como una delicia local, aunque su uso como alimento fue más extendido durante la Segunda Guerra Mundial.